# آلپ شابله
آلپ شابله  یک رشته‌کوه در ناحیه غربی رشته کوه‌های آلپ است. این کوه‌ها در بین دریاچه ژنو و رشته‌کوه‌های مون‌بلان واقع شده‌است.
کوه کول‌دمونته این رشته کوه را از جنوب از رشته‌کوه‌های مون‌بلان جدا می‌کند و دره رودخانه رون این رشته‌کوه‌ها را از آلپ برنز از سمت شرق جدا می‌کند.
آلپ شابله مرکب است از دو بخش که توسط دره «وال دیلیه» از یکدیگر جدا شده‌اند: کوه‌های «دان دومیدی» در جنوب که شامل بلندترین قسمت‌ها و کوهپایه‌های آلپی در شمال آن.